# 15-й гвардейский штурмовой авиационный полк
15-й гвардейский штурмовой Невский Краснознамённый орденов Суворова и Кутузова авиационный полк — авиационная воинская часть ВВС РККА штурмовой авиации в Великой Отечественной войне.

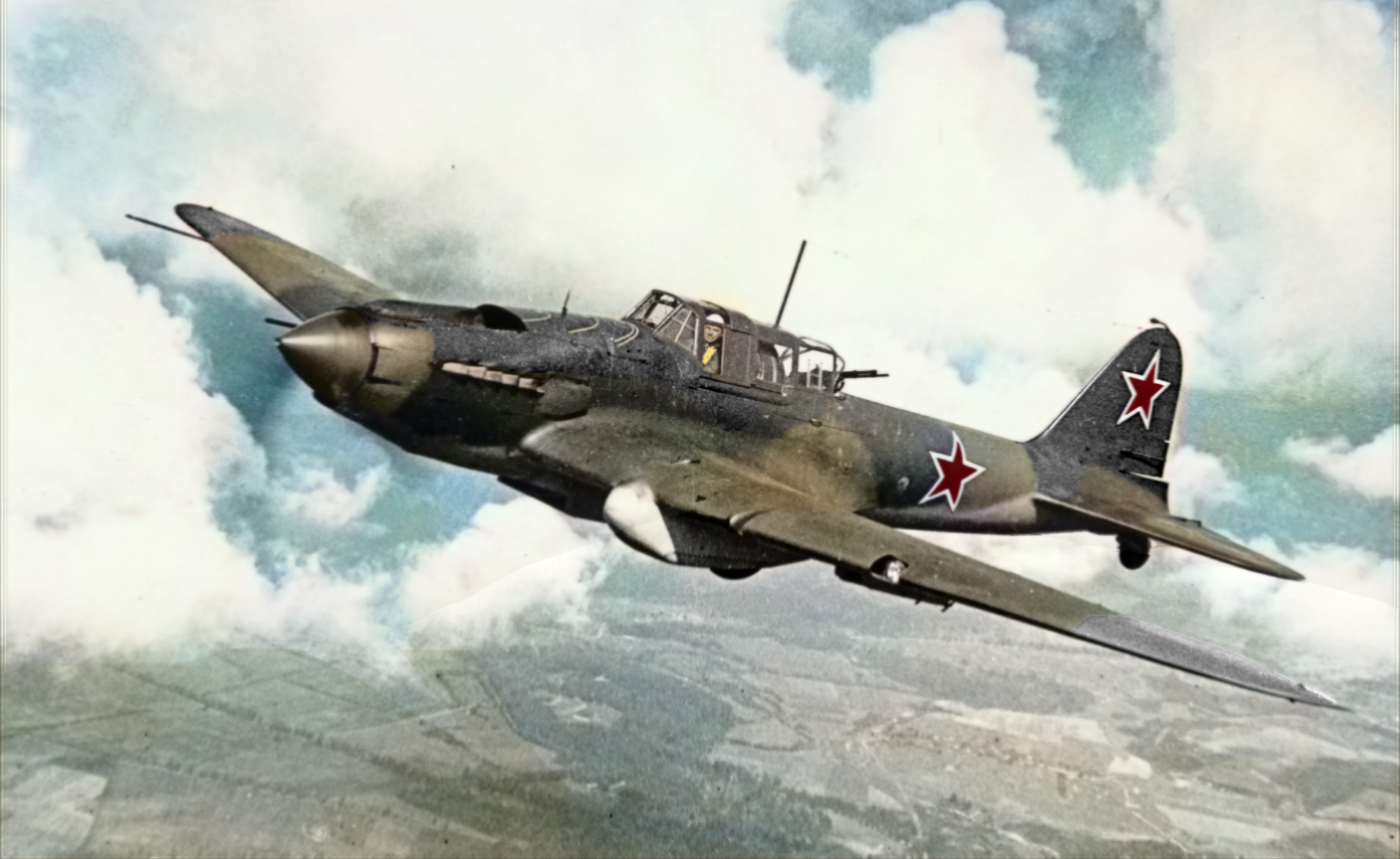
На вооружение полка самолёт Ил-2 поступил в начале июня 1941 года.

## Наименование полка
В различные годы своего существования полк имел наименования:
- 174-й штурмовой авиационный полк[1];
- 15-й гвардейский штурмовой авиационный полк (07.03.1942 г.)[1];
- 15-й гвардейский штурмовой авиационный Невский полк (04.05.1943 г.)[1];
- 15-й гвардейский штурмовой авиационный Невский Краснознамённый полк (09.08.1944 г.)[1];
- 15-й гвардейский штурмовой авиационный Невский Краснознамённый ордена Кутузова полк (26.04.1945 г.)[1];
- 15-й гвардейский штурмовой авиационный Невский Краснознамённый орденов Суворова и Кутузова полк (28.05.1945 г.)[1];
- 15-й гвардейский истребительный авиационный Невский Краснознамённый орденов Суворова и Кутузова полк (04.1956 г.)[1].

## История и боевой путь полка
Полк начал формирование в мае 1941 года в составе ВВС Московского военного округа как 174-й бомбардировочный авиаполк трехэскадрильного состава. В начале июня 1941 года полк начал вооружаться самолётами Ил-2 и переформирован в штурмовой.
В начале августа полк вошел в состав 11-й смешанной авиадивизии ВВС Центрального фронта. При перелете одна из эскадрилий полка потеряла ориентировку, была атакована немецкими истребителями и зенитной артиллерией. Все 9 самолётов эскадрильи Ил-2 получили повреждения и были разбиты на вынужденных посадках в районе Брянска. Полк наносил удары в районе Унечи, Осмоловичей, Родня по танкам, автомашинам и зенитным точкам, базировался на аэродромах Лобки и Картушино. Ввиду разрозненности уже через три недели полк утратил боеспособность и осташиеся в живых летчики к 27 августа 1941 года были собраны в Кромах и отправлены в Воронеж за новой техникой.
После получения новых самолётов и доукомплектования в составе 1-й запасной авиабригады полк вошел в состав 5-й смешанной авиадивизии ВВС 23-й армии Ленинградского фронта. После расфомирования 5-й смешанной авиадивизии полк входил в состав ВВС 23-й армии, затем после формирования на базе управления ВВС 23-й армии 277-й штурмовой авиадивизии вошел в её состав.
В период вхождения в состав ВВС 23-й армии приказом Наркома обороны СССР № 70 от 07.03.1942 года за показанные образцы мужестива и героизма воинов при защите города Ленинграда полк преобразован в 15-й гвардейский штурмовой авиационный полк.
В составе 277-й штурмовой авиадивизии полк участвовал в прорыве и окончательном снятии блокады Ленинграда, освобождении Новгородской области, боях на территории Прибалтики и Восточной Пруссии.
Закончил войну полк в Восточной Пруссии на аэродроме Йесау, ныне поселок Южный в Багратионовском районе Калининградской области.
В составе действующей армии полк находился с 4 по 28 августа 1941 и с 20 сентября 1941 года по 7 марта 1942 года (как 174-й штурмовой авиационный полк), с 7 марта 1942 года по 11 мая 1945 года (как 15-й гвардейский штурмовой авиационный полк).

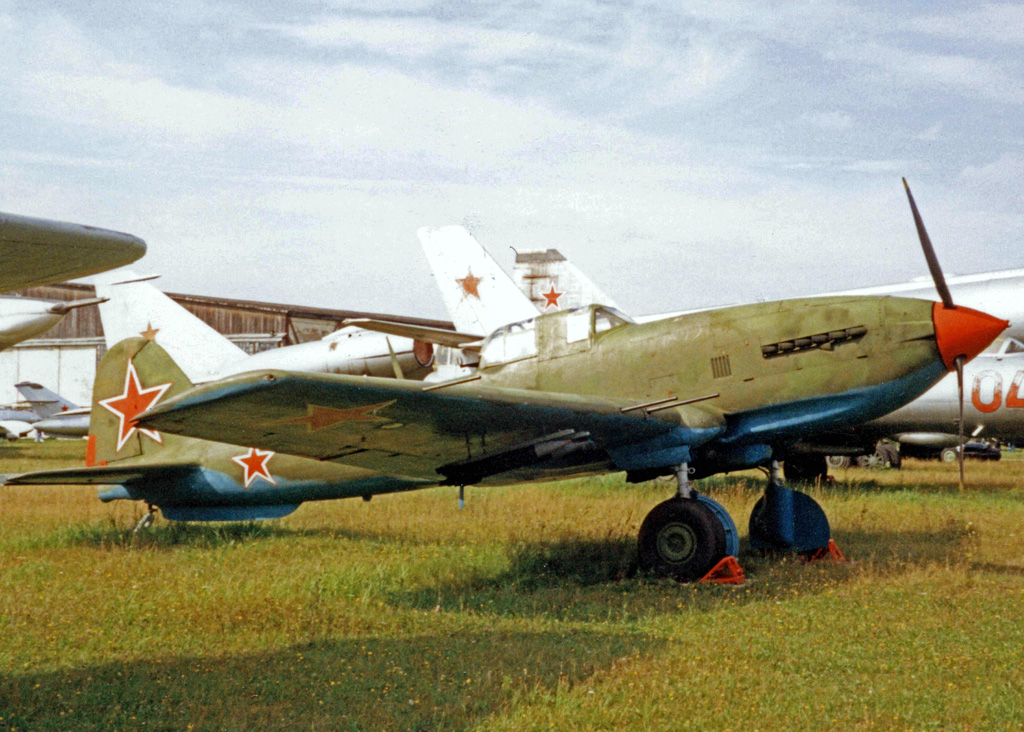
На вооружение полка самолёт Ил-10 начал поступать в 1946 году. На фото Ил-10М в Центральном музее ВВС РФ, Монино.

За весь боевой путь в войне полк выполнил 8813 боевых вылетов с налетом 7412 часов 47 минут. Проведено 17 штурмовых ударов по аэродромам противника и 81 воздушный бой. Свои потери составили: самолёты — 181, летчики — 124.
После войны полк входил в состав 277-й штурмовой авиадивизии 1-й воздушной армии Барановичского военного округа до 9 июля 1945 года и базировался на аэродроме Йесау. С 9 июля полк вместе с дивизией вошли в состав 13-й воздушной армии Ленинградского военного округа и перебазировался на аэродром Раквере (Эстонская ССР). С 1946 года на вооружении полка стали поступать Ил-10.
С 1954 года полк базируется на аэродроме Прибылово (Ленинградская область). В апреле 1956 года полк начал получать реактивные МиГ-15 и переформирован в истребительный. В 1957 году полк расформирован.

## Командиры полка
- майор	Богачев Никита Григорьевич, погиб, 08.1941 — 21.09.1941
- капитан, майор Поляков Сергей Николаевич, погиб, 21.09.1941 — 23.12.1941
- майор, гвардии майор Шалимов Владимир Егорович, погиб, 24.12.1941 — 23.07.1942
- гвардии майор Смышляев Федор Андреевич, погиб, 23.07.1942 — 07.09.1942
- гвардии майор, подполковник Свитенко Николай Иванович, 07.09.1942 — 12.01.1943
- гвардии майор, подполковник Фефелов Иван Тимофеевич, 12.01.1943 — 09.1945
- гвардии майор Курдюмов Савва Семенович (стажер командира полка), 07.05.1945 — 28.05.1945

## В составе соединений и объединений
| Дата          | Фронт (округ)                                   | Армия                           | Дивизия                             | Примечания |
| ------------- | ----------------------------------------------- | ------------------------------- | ----------------------------------- | ---------- |
| 01.05.1941 г. | Московский военный округ                        | ВВС Московского военного округа |                                     |            |
| 22.06.1941 г. | Московский военный округ                        | ВВС Московского военного округа |                                     |            |
| 06.08.1941 г. | Центральный фронт                               | ВВС Центрального фронта         | 11-я смешанная авиационная дивизия  |            |
| 27.08.1941 г. | Орловский военный округ                         | ВВС Орловского военного округа  | 1-я запасная авиационная бригада    |            |
| 20.09.1941 г. | Ленинградский фронт                             | ВВС 23-й армии                  | 5-я смешанная авиационная дивизия   |            |
| 18.02.1942 г. | Ленинградский фронт                             | ВВС 23-й армии                  |                                     |            |
| 10.11.1942 г. | Ленинградский фронт                             | 13-я воздушная армия            | 277-я штурмовая авиационная дивизия |            |
| 15.10.1944 г. | 3-й Белорусский фронт                           | 1-я воздушная армия             | 277-я штурмовая авиационная дивизия |            |
| 09.05.1945 г. | 3-й Белорусский фронт                           | 1-я воздушная армия             | 277-я штурмовая авиационная дивизия |            |
| 10.06.1945 г. | Группа советских оккупационных войск в Германии | 1-я воздушная армия             | 277-я штурмовая авиационная дивизия |            |
| 09.07.1945 г. | Ленинградский военный округ                     | 13-я воздушная армия            | 277-я штурмовая авиационная дивизия |            |
| 10.01.1949 г. | Ленинградский военный округ                     | 76-я воздушная армия            | 277-я штурмовая авиационная дивизия |            |
| 1957 г.       | Ленинградский военный округ                     | 76-я воздушная армия            | 277-я штурмовая авиационная дивизия |            |

## Участие в операциях и битвах
- Битва за Ленинград:

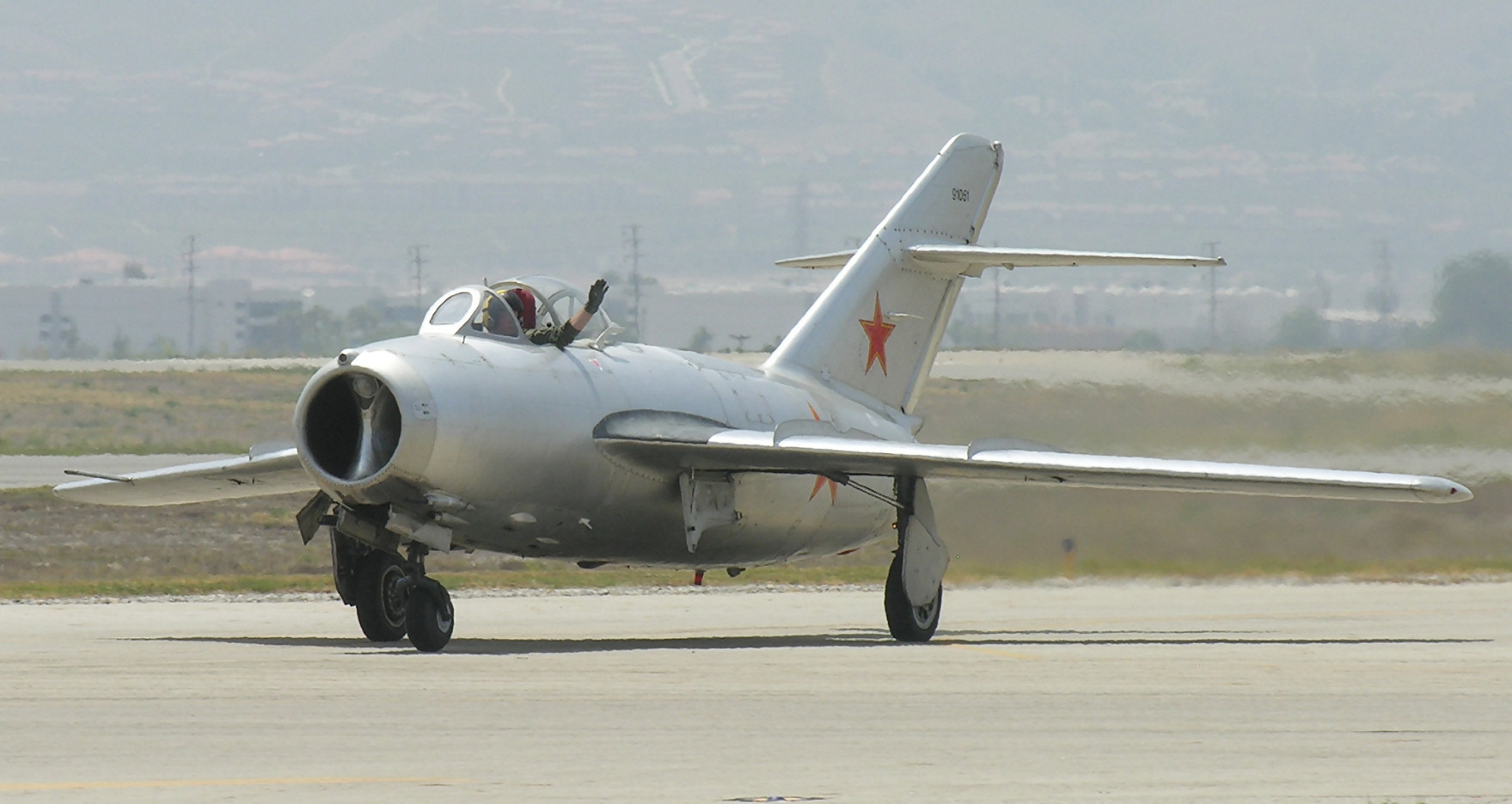
Истребитель МиГ-15 поступил на вооружение полка в середине 50-х годов XX века. Полк стал истребительным. На фото показан самолёт МиГ-15, принадлежащий частному лицу, Калифорния, 2007 год.

  - Прорыв блокады Ленинграда — с 12 января 1943 года по 30 января 1943 года.
  - Мгинская операция — с 22 июля 1943 года по 22 августа 1943 года.
  - Новгородско-Лужская операция — с 14 января 1944 года по 15 февраля 1944 года.
  - Ленинградско-Новгородская операция — с 14 января 1944 года по 1 марта 1944 года.
  - Красносельско-Ропшинская операция — с 14 января 1944 года по 30 января 1944 года.
- Выборгско-Петрозаводская операция:
  - Выборгская операция — с 10 июня 1944 года по 20 июня 1944 года.
  - Свирско-Петрозаводская операция — с 21 июня 1944 года по 22 июня 1944 года.
- Нарвская операция — с 24 июля 1944 года по 30 июля 1944 года.
- Прибалтийская операция — с 14 сентября 1944 года по 24 ноября 1944 года.
  - Мемельская операция — с 5 октября 1944 года по 22 октября 1944 года.
- Восточно-Прусская операция — с 13 января 1945 года по 25 апреля 1945 года.
  - Инстербургско-Кёнигсбергская операция — с 13 января 1945 года по 27 января 1945 года.
  - Кенигсбергская операция — с 6 апреля 1945 года по 9 апреля 1945 года.
  - Земландская операция — с 13 апреля 1945 года по 25 апреля 1945 года.

## Награды
- 15-й гвардейский штурмовой авиационный Невский полк за образцовое выполнение заданий командования в боях с немецкими захватчиками, за овладение городом Нарва и проявленные при этом доблесть и мужество Указом Президиума Верховного Совета СССР от 9 августа 1944 года награждён орденом Красного Знамени[7].
- 15-й гвардейский штурмовой авиационный Невский Краснознамённый полк за образцовое выполнение заданий командования в боях с немецкими захватчиками при овладении городом Браунсберг и проявленные при этом доблесть и мужество Указом Президиума Верховного Совета СССР от 26 апреля 1945 года награждён орденом Кутузова III степени[8].
- 15-й гвардейский штурмовой авиационный Невский Краснознамённый ордена Кутузова полк за образцовое выполнение заданий командования в боях с немецкими захватчиками и проявленные при этом доблесть и мужество Указом Президиума Верховного Совета СССР от 28 мая 1945 года награждён орденом Суворова III степени[8].

## Почетные наименования
- 15-му гвардейскому штурмовому авиационному полку за отличия в боях при защите Ленинграда Приказом НКО № 207 от 4 мая 1943 года присвоено почётное наименование «Невский».

## Благодарности Верховного Главнокомандующего
Воинам полка в составе 277-й штурмовой дивизии объявлены благодарности Верховного Главнокомандующего:
- За отличия в боях при прорыве обороны противника на Карельском перешейке севернее города Ленинград и овладение городом и крупной железнодорожной станцией Териоки, важным опорным пунктом обороны противника Яппиля и занятии свыше 80 других населенных пунктов[9].
- За прорыв линии Маннергейма, преодоление сопротивления противника на внешнем и внутреннем обводах Выборгского укрепленного района и овладение штурмом городом и крепостью Выборг[10].
- За отличие в боях при овладели штурмом городом и крепостью Нарва — важным укрепленным районом обороны немцев, прикрывающим пути в Эстонию[11].
- За отличие в боях при прорыве сильно укрепленной обороны противника севернее города Тарту, освобождении более 1500 населенных пунктов[12].
- За отличие в боях при овладении столицей Эстонской ССР городом Таллин (Ревель) — важной военно-морской базой и крупным портом на Балтийском море[13].
- За отличие в боях при овладении городом Пярну (Пернов) — важным портом в Рижском заливе[14].
- За отличие в боях при овладении мощными опорными пунктами обороны противника — Ширвиндт, Наумиестис (Владиславов), Виллюнен, Вирбалис (Вержболово), Кибартай (Кибарты), Эйдткунен, Шталлупенен, Миллюнен, Вальтеркемен, Пиллюпенен, Виштынец, Мелькемен, Роминтен, Гросс Роминтен, Вижайны, Шитткемен, Пшеросьль, Гольдап, Филипув, Сувалки и занятиим около 900 других населенных пунктов, из которых более 400 населенных пунктов на территории Восточной Пруссии[15].
- За отличие в боях при овладении городами Восточной Пруссии Тильзит, Гросс-Скайсгиррен, Ауловенен, Жиллен и Каукемен — важными узлами коммуникаций и сильными опорными пунктами обороны немцев на кенигсбергском направлении[16].
- За отличие в боях при овладении городами в Восточной Пруссии городом Гумбиннен — важным узлом коммуникаций и сильным опорным пунктом обороны немцев на кенигсбергском направлении[17].
- За отличие в боях при овладении городом Инстербург — важным узлом коммуникаций и мощным укрепленным районом обороны немцев на путях к Кенигсбергу[18].
- За отличие в боях при овладении штурмом городами Вормдит и Мельзак — важными узлами коммуникаций и сильными опорными пунктами обороны немцев[19].
- За отличие в боях при овладении городом Браунсберг — сильным опорным пунктом обороны немцев на побережье залива Фриш-Гаф[20].
- За отличие в боях при овладении городом Хайлигенбайль — последним опорным пунктом обороны немцев на побережье залива Фриш-Гаф, юго-западнее Кёнигсберга[21].
- За отличие в боях при разгроме и завершении ликвидации окруженной восточно-прусской группы немецких войск юго-западнее Кёнигсберга[22].
- За овладение крепостью и главным городом Восточной Пруссии Кёнигсберг — стратегически важным узлом обороны немцев на Балтийском море[23].
- За отличие в боях при овладении последним опорным пунктом обороны немцев на Земландском полуострове городом и крепостью Пиллау — крупным портом и военно-морской базой немцев на Балтийском море[24].

## Отличившиеся воины

### Дважды Герои Советского Союза
- Алексенко Владимир Аврамович, гвардии майор, командир эскадрильи 15-го гвардейского штурмового авиационного полка 277-й штурмовой авиационной дивизии 1-й воздушной армии Указом Президиума Верховного Совета СССР от 29 июня 1945 года удостоен звания дважды Герой Советского Союза. Золотая Звезда № 8677.
- Кунгурцев Евгений Максимович, гвардии старший лейтенант, командир эскадрильи 15-го гвардейского штурмового авиационного полка 277-й штурмовой авиационной дивизии 1-й воздушной армии Указом Президиума Верховного Совета СССР от 19 апреля 1945 года удостоен звания дважды Герой Советского Союза. Золотая Звезда № 2/42.
- Мыльников Григорий Михайлович, гвардии майор, командир эскадрильи 15-го гвардейского штурмового авиационного полка 277-й штурмовой авиационной дивизии 1-й воздушной армии Указом Президиума Верховного Совета СССР от 19 апреля 1945 года удостоен звания дважды Герой Советского Союза. Золотая Звезда № 2/37.
- Прохоров Алексей Николаевич, гвардии капитан, командир эскадрильи 15-го гвардейского штурмового авиационного полка 277-й штурмовой авиационной дивизии 1-й воздушной армии Указом Президиума Верховного Совета СССР от 29 июня 1945 года удостоен звания дважды Герой Советского Союза. Золотая Звезда № 2/64.

### Герои Советского Союза
- Аверьянов Валентин Григорьевич, гвардии младший лейтенант старший лётчик 15-го гвардейского штурмового авиационного полка 277-й штурмовой авиационной дивизии 1-й воздушной армии Указом Президиума Верховного Совета СССР от 19 апреля 1945 года удостоен звания Герой Советского Союза. Золотая Звезда № 6300.
- Алексенко Владимир Аврамович, гвардии капитан, командир эскадрильи 15-го гвардейского штурмового авиационного полка 277-й штурмовой авиационной дивизии 1-й воздушной армии Указом Президиума Верховного Совета СССР от 19 апреля 1945 года удостоен звания Герой Советского Союза. Золотая Звезда № 6129.
- Дерябин Алексей Никитович, гвардии лейтенант, командир звена 15-го гвардейского штурмового авиационного полка 277-й штурмовой авиационной дивизии 1-й воздушной армии Указом Президиума Верховного Совета СССР от 19 апреля 1945 года удостоен звания Герой Советского Союза. Золотая Звезда № 6124.
- Ерёмин Александр Климентьевич, гвардии капитан, командир эскадрильи 15-го гвардейского штурмового авиационного полка 277-й штурмовой авиационной дивизии 13-й воздушной армии Указом Президиума Верховного Совета СССР от 19 августа 1944 года удостоен звания Герой Советского Союза. Посмертно.
- Калёнов Николай Акимович, гвардии лейтенант, штурман эскадрильи 15-го гвардейского штурмового авиационного полка 277-й штурмовой авиационной дивизии 1-й воздушной армии Указом Президиума Верховного Совета СССР от 29 июня 1945 года удостоен звания Герой Советского Союза. Золотая Звезда № 6337.
- Котюнин Василий Андреевич, гвардии старший лейтенант, заместитель командир эскадрильи 15-го гвардейского штурмового авиационного полка 277-й штурмовой авиационной дивизии 1-й воздушной армии Указом Президиума Верховного Совета СССР от 19 апреля 1945 года удостоен звания Герой Советского Союза. Золотая Звезда № 6205.
- Кунгурцев Евгений Максимович, гвардии лейтенант, командир звена 15-го гвардейского штурмового авиационного полка 277-й штурмовой авиационной дивизии 13-й воздушной армии Указом Президиума Верховного Совета СССР от 23 февраля 1945 года удостоен звания Герой Советского Союза. Золотая Звезда № 6233.
- Манохин Александр Николаевич, гвардии капитан, командир эскадрильи 15-го гвардейского штурмового авиационного полка 277-й штурмовой авиационной дивизии 13-й воздушной армии Указом Президиума Верховного Совета СССР от 19 августа 1944 года удостоен звания Герой Советского Союза. Золотая Звезда № 4072.
- Мыльников Григорий Михайлович, гвардии капитан, командир эскадрильи 15-го гвардейского штурмового авиационного полка 277-й штурмовой авиационной дивизии 13-й воздушной армии Указом Президиума Верховного Совета СССР от 23 февраля 1945 года удостоен звания Герой Советского Союза. Золотая Звезда № 5992.
- Полагушин Николай Иванович, гвардии капитан, командир эскадрильи 15-го гвардейского штурмового авиационного полка 277-й штурмовой авиационной дивизии 1-й воздушной армии Указом Президиума Верховного Совета СССР от 19 апреля 1945 года удостоен звания Герой Советского Союза. Золотая Звезда № 6120.
- Поляков Сергей Николаевич, гвардии майор, командир 174-го штурмового авиационного полка Указом Президиума Верховного Совета СССР от 10 февраля 1943 года удостоен звания Герой Советского Союза. Посмертно.
- Потапов Сергей Иванович, гвардии лейтенант, командир звена 15-го гвардейского штурмового авиационного полка 277-й штурмовой авиационной дивизии 1-й воздушной армии Указом Президиума Верховного Совета СССР от 19 апреля 1945 года удостоен звания Герой Советского Союза. Золотая Звезда № 6225.
- Прохоров Алексей Николаевич, гвардии капитан, командир эскадрильи 15-го гвардейского штурмового авиационного полка 277-й штурмовой авиационной дивизии 1-й воздушной армии Указом Президиума Верховного Совета СССР от 19 апреля 1945 года удостоен звания Герой Советского Союза. Золотая Звезда № 6126.
- Шалимов Владимир Егорович, гвардии майор, командир 15-го гвардейского штурмового авиационного полка ВВС 23-й армии Указом Президиума Верховного Совета СССР от 10 февраля 1943 года удостоен звания Герой Советского Союза. Посмертно.
- Чибисов Юрий Васильевич, гвардии старший лейтенант, заместитель командира эскадрильи 15-го гвардейского штурмового авиационного полка 277-й штурмовой авиационной дивизии 13-й воздушной армии Указом Президиума Верховного Совета СССР от 26 октября 1944 года удостоен звания Герой Советского Союза. Золотая Звезда № 5137.

### Кавалеры ордена Славы трёх степеней
- Пелевин, Константин Яковлевич, гвардии старшина, воздушный стрелок-радист 15-го гвардейского штурмового авиационного полка.
- Тютрюмов, Анатолий Николаевич, гвардии старшина, воздушный стрелок-радист 15-го гвардейского штурмового авиационного полка.
- Хлынин, Иван Егорович, гвардии старшина, воздушный стрелок-радист 15-го гвардейского штурмового авиационного полка.

## Воины полка, совершившие огненный таран
Огненный таран совершили:
- 23 июля 1942 года командир 15-го гвардейского штурмового авиационного полка гвардии майор Шалимов Владимир Егорович. Посмертно 10 февраля 1943 года удостоен звания Герой Советского Союза.
- 22 июня 1943 года экипаж в составе командира экипажа старшего лётчика 15-го гвардейского штурмового авиационного полка гвардии лейтенанта Фадеева Бориса Михайловича и стрелка-радиста гвардии старшего сержанта Огорельцева Виктора Георгиевича. Посмертно награждены 4 июля 1943 года орденами Отечественной войны I степени.

## Базирование полка
| Период               | Место базирования                    |
| -------------------- | ------------------------------------ |
| 04.1945 — 01.07.1945 | Йесау (Нивенское), Восточная Пруссия |
| 01.07.1945 — 1954    | Раквере, Эстония                     |
| 1954 — 1957          | Прибылово Ленинградская область      |